# فهرست قسمت‌های باب‌اسفنجی شلوارمکعبی

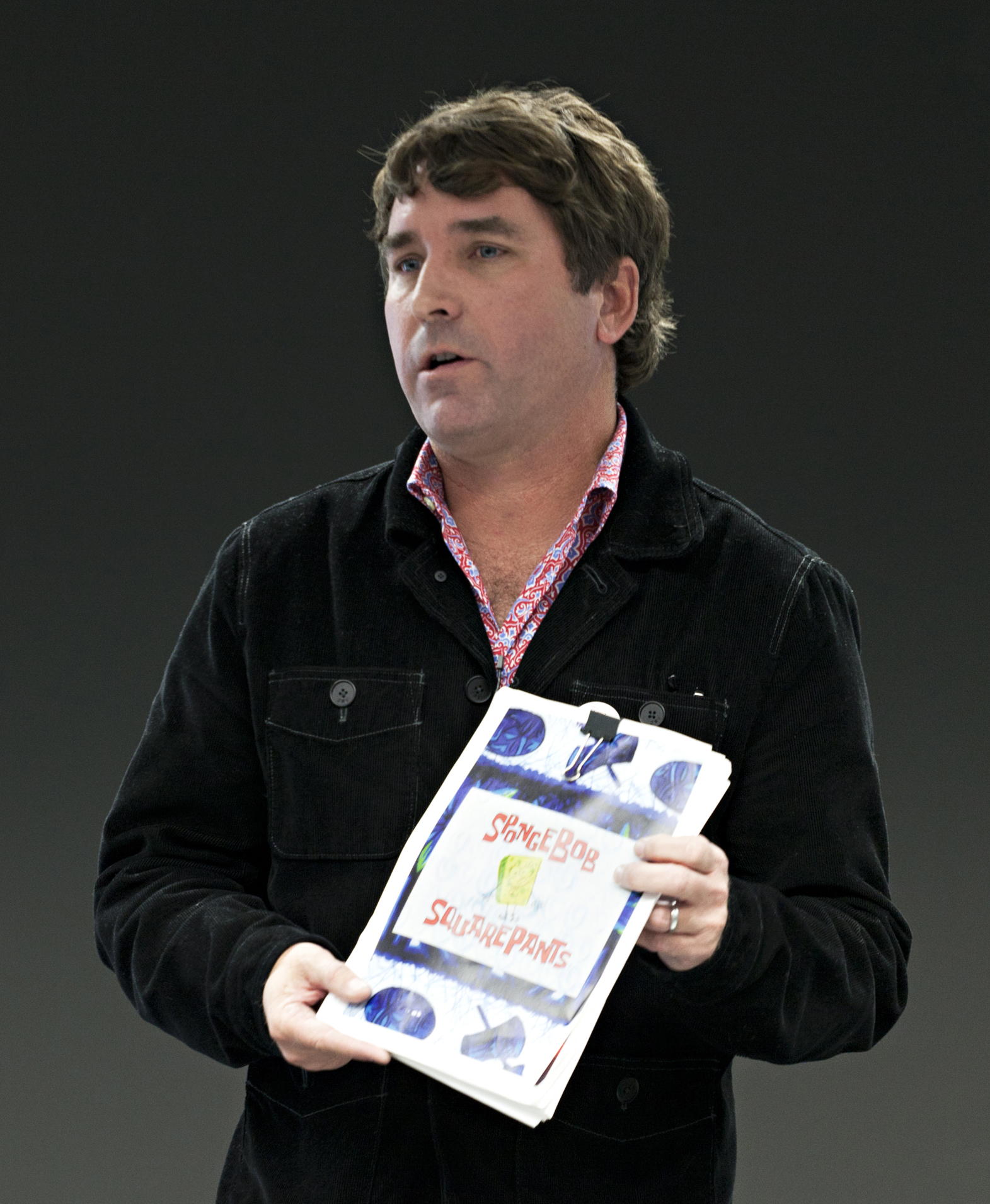
استفان هیلنبرگ که در اینجا در سال 2011 نشان داده شده است، باب اسفنجی شلوار مکعبی را خلق کرد که در اوایل مه ۱۹۹۹ نمایش داده شد.

باب اسفنجی شلوار مکعبی یک مجموعه تلویزیونی پویانمایی آمریکایی است که توسط زیست‌شناس دریایی و انیماتور استفان هیلنبرگ ساخته شده است که اولین بار در  مه ۱۹۹۹ در نیکلودئون پخش شد. داستان سریال در شهر خیالی زیر آب بیکینی باتم می‌گذرد و بر ماجراها و زندگی باب‌اسفنجی شلوارمکعبی (شخصیت) ، یک اسفنج دریایی بیش از حد شاد و سرحال، متمرکز است. بسیاری از ایده‌های نمایش در یک کتاب کمیک آموزشی منتشر نشده با عنوان منطقه جزر و مدی که توسط هیلنبرگ در اواسط دهه ۱۹۸۰ نوشته شد، سرچشمه گرفت. او در سال ۱۹۹۶ پس از لغو سریال زندگی مدرن روکو ، یکی دیگر از سریال های تلویزیونی نیکلودئون که هیلنبرگ قبلا کارگردانی کرده بود، شروع به توسعه باب اسفنجی به عنوان یک سریال تلویزیونی کرد.  
قسمت‌های باب اسفنجی برای جوایز مختلف نامزد شده‌اند، از جمله ۱۷ جایزه آنی (با شش برنده)،  ۱۷ جایزه حلقه طلایی (با هشت برنده)،  ۱۵ جایزه امی (با یک برد)،  ۲۱ جایزه انتخاب کودکان (با ۲۰ برنده)،  و چهار جایزه بفتا کودکان (با دو برنده).  چندین دی وی دی تلفیقی منتشر شده است. علاوه بر این، دوازده فصل اول بر روی دی‌وی‌دی منتشر شده است و از تاریخ ۱۲ ژانویه ۲۰۲۱ برای مناطق ۱، ۲ و ۴ در دسترس است.   

## فیلم ها
| عنوان                             | کارگردان       | نویسنده                  | تاریخ انتشار                                                          |
| --------------------------------- | -------------- | ------------------------ | --------------------------------------------------------------------- |
| فیلم باب‌اسفنجی شلوارمکعبی         | استیون هیلنبرگ | تیم هیل و پائول تیبیت    | ۱۹ نوامبر ۲۰۰۴ (ایالات متحده) ۱۴ نوامبر ۲۰۰۴ (جهانی)                  |
| فیلم باب‌اسفنجی: اسفنج بیرون از آب | پائول تیبیت    | استیون هیلنبرگ و تیم هیل | ۵ فوریه ۲۰۱۵ (ایالات متحده) ۲۸ ژانویه ۲۰۱۵ (جهانی)                    |
| فیلم باب‌اسفنجی: اسفنج فراری       | تیم هیل        | جاناتان ایبل و گلن برگر  | ۱۴ اوت ۲۰۲۰ (کانادا) ۵ نوامبر ۲۰۲۰ (جهانی) ۴ مارس ۲۰۲۱ (ایالات متحده) |